# Benjamin Hedges
Benjamin Hedges (Estados Unidos, 8 de junio de 1907-31 de diciembre de 1969) fue un atleta estadounidense, especialista en la prueba de salto de altura en la que llegó a ser subcampeón olímpico en 1928.

## Carrera deportiva
En los JJ. OO. de Ámsterdam 1928 ganó la medalla de plata en el salto de altura, con un salto por encima de 1.91 metros, quedando en el podio tras su compatriota Robert King y por delante del francés Claude Ménard (bronce también con 1.91 metros pero en más intentos).